# 2channel
2channel (2ちゃんねる) is een Japans textboard. In 2007 werd er 2,5 miljoen keer per dag gepost. Sinds de lancering in 1999 heeft het een grote invloed gehad op de Japanse maatschappij, vergelijkbaar met de traditionelere massamedia. In 2008 bracht de website een opbrengst van ¥100 miljoen per jaar binnen.
2channel wordt doorverwezen naar 5ch.net van Jim Watkins.

## Organisatie
2ch heeft meer dan 600 actieve boards over zaken als nieuws, computers en koken. Dit maakt 2ch het meest uitgebreide forum in Japan. Elk board huist ongeveer 600 active threads met elk 1000 comments. 2ch is volledig anoniem.